# L'Escorça (l'Hospitalet de Llobregat)
Can Bitllera més coneguda com L'Escorça és una casa senyorial de l'Hospitalet de Llobregat (Barcelonès), protegida com a bé cultural d'interès local.

## Descripció
La casa està formada per planta baixa, un pis i golfes amb teulada a doble vessant amb el carener paral·lel a la façana principal. Té un cos central i dues annexes, un per banda i més baixos que el central. En el cos central s'aixeca una torre de planta quadrada amb tres obertures d'arc de mig punt a la part superior de cada cara i amb coberta a quatre vessants; les obertures estan la del centre oberta i les laterals tapiades. Totes les obertures de la façana són rectangulars, estan disposades seguint eixos verticals i horitzontals i són simètriques. Al primer pis hi ha tres balcons que tenen la pedra que fa de base motllurada.
Els tres cossos estan rematats per una cornisa; la del cos central està decorada amb dentells i les laterals, a un nivell més baix, són llises. Per sobre les cornises hi ha un acroteri i el del cos central està decorat amb un rellotge de sol.

## Història
Aquesta casa es va construir pels volts de 1840 amb el nom de Can Bitllera, però possiblement tenia el seu origen en una masia anterior. El fet que s'anomeni "escorça" és degut a què, a prop de la casa hi havia les Foneries Escorça S.A. propietat de Joan Escorça, la foneria es va establir al voltant de la masia a finals del segle XIX i per proximitat va acabar agafant aquest nom.